# Chiesa della Madonna di Noli Me Tollere
La chiesa della Madonna di Noli Me Tollere è un edificio religioso ubicato a Sorso, centro abitato della Sardegna nord-occidentale. Consacrata al culto cattolico, fa parte della parrocchia di San Pantaleo, arcidiocesi di Sassari. La chiesa è anche detta "dei Cappuccini" in quanto annessa al loro convento.
Di impianto ottocentesco andò pian piano in rovina fino a quando, durante il Novecento, venne ristrutturata. L'edificio presenta un'aula mononavata voltata a botte sulla quale si aprono alcune cappelle laterali comunicanti. Conserva al proprio interno il simulacro della Vergine Maria, oggetto di venerazione da parte della popolazione locale.

## Storia sulla Madonna di "Noli Me Tollere" in un documento del P. Benedetto da Ozieri del XVII secolo
Padre Benedetto da Ozieri visse nella prima metà del XVII secolo. Nonostante le poche conoscenze a suo proposito il libro della Provincia cita di lui: "Padre Benedetto da Ozieri, Predicatore e lettore (Insegnante) assai celebrato, morì in forma di grande santità, come attestano due dei suoi discepoli, Padre Massimo da Cagliari e Padre Nicolò da Ploaghe". Fu proprio Padre Benedetto infatti a ritrovare e tradurre dall'idioma Sardo in lingua Spagnola il documento più antico che noi conosciamo sull'apparizione e sull'immagine della Vergine "Noli Me Tollere" ossia un documento ritrovato da P. Benedetto, negli anni 1630, nella casa di un Pievano della chiesa parrocchiale di San Pantaleo in Sorso. Non ha grande importanza se l'autore della ricostruzione del documento sia Padre Benedetto o un altro frate che ha nascosto il suo anonimato sotto questo nome. È importante che grazie a questo documento si tramanda una storia semplice e una devozione alla Madonna di tutto il popolo di Sorso, spontanea e sempre uguale nel tempo.

## La leggenda dell'apparizione della Madonna di "Noli Me Tollere" il 26 maggio 1208
Era il 1208 e il paese di Sorso a quel tempo era nobile, ricco, privilegiato e avvantaggiato come residenza reale per la ragione che alcuni principi della nota città di Torres si sposavano qui. Anche il Re Barisone I vi trascorreva gran parte dell'anno e qui morì, e fu sepolto nella chiesa di San Pantaleo. C’era a Sorso un muto, disagio dovuto ad una grave malattia che lo aveva colpito. Date le sue condizioni di povertà andava a raccogliere legna per guadagnare qualcosa e poter mangiare e sopravvivere. Vagando per le spiagge della costa giunse alla spiaggia di "Rena Bianca" dove incontrò una signora immensamente bella poiché dal suo viso emanava raggi di luce. La signora lo raggiunse e gli disse queste parole "Torna, figlio, al paese e dì ai sacerdoti ed al popolo che vengano qui a prendermi". Il povero uomo fece segno indicandosi la lingua perché non poteva parlare, ella rispose "Vai, figlio, che riuscirai a farti intendere". Il muto obbedì e una volta tornato al paese raggiunse i sacerdoti e le autorità e a gesti tentò di spiegare loro l'accaduto. Il paese si precipitò lì insieme al parroco e una volta che tutti furono presenti Dio sciolse la lingua del muto. Così quest’ultimo finalmente riuscì a spiegare "Signori, sapete che stavo portandomi un fascio di legna, quando passai vicino alla riva del mare, e lì incontrai una signora molto bella, che emanava raggi di luce dal suo viso: ella mi disse che venissi qui a dirvi da parte sua, di andare a prenderla". Il parroco allora riunì il popolo e invitò tutti a preparare le loro anime perché Dio li avrebbe visitati e li avrebbe liberati e difesi dalle invasioni causate da cattivi cristiani e saraceni uniti contro di Lei. Tutti commossi gridavano al cielo per avere quel conforto. Partirono così come in pellegrinaggio guidati da quell'uomo che prima era muto e appena arrivarono alla spiaggia sulla riva trovarono la Ss.ma Immagine che si venera nella chiesa di "Noli Me Tollere" di questo paese. Per tutto il giorno e per gran parte della notte Sorso vegliò raccolto presso la cara e prodigiosa Madonna. A tarda notte si chiusero le porte della chiesa ed il popolo si ritirò a raccontare e sognare nelle proprie case.

## La scomparsa della statua della Madonna di "Noli Me Tollere" e il suo ritrovamento

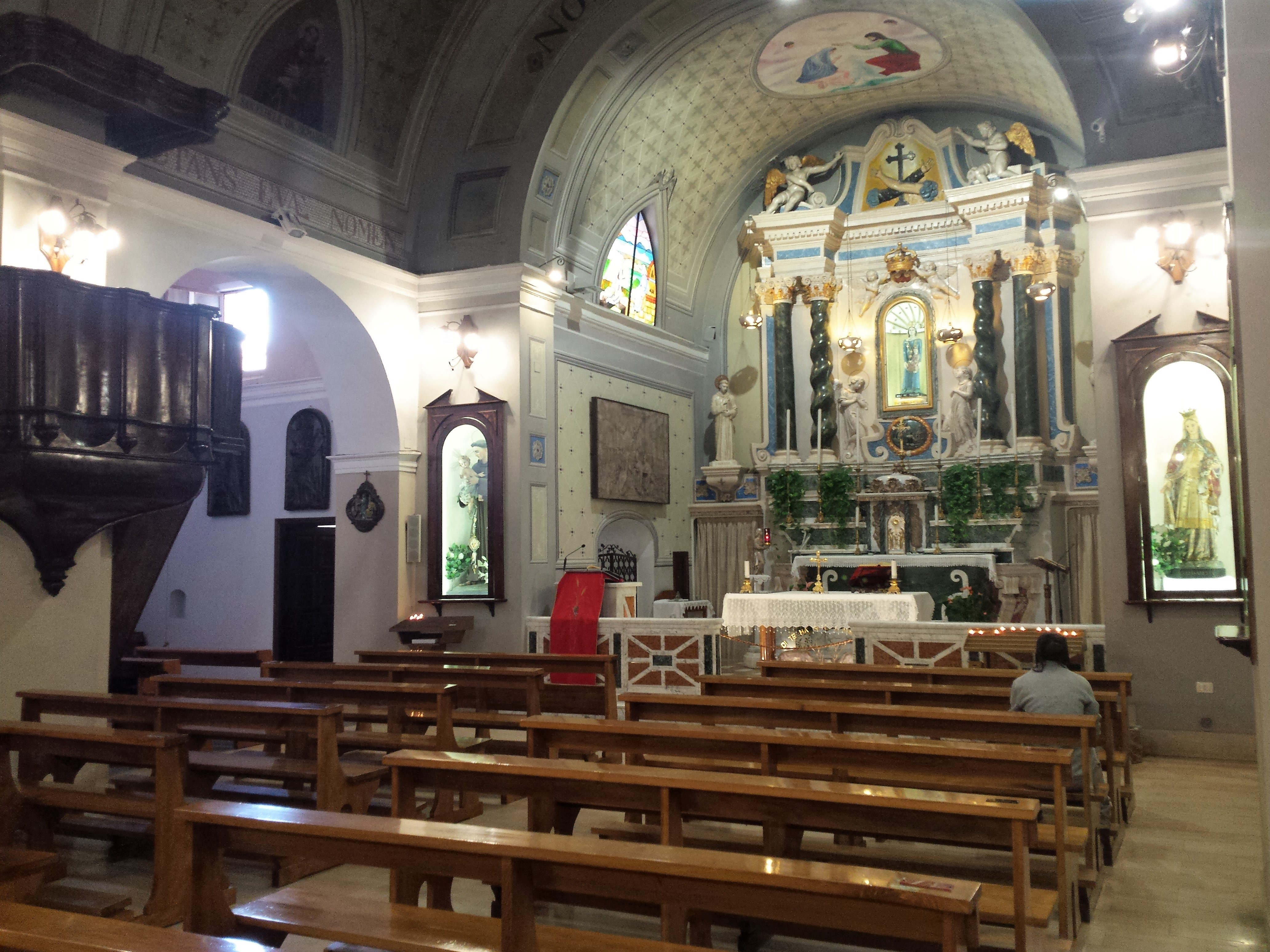
Interno

Il 27 maggio 1208 la statua della Ss.ma Madonna di "Noli Me Tollere" scomparve dalla chiesa in cui era stata custodita la notte prima. Squadre di cavalli falbi furono reclutate per perlustrare ogni angolo del paese, delle campagne, degli uliveti ed i paesi vicini, però della statua nessuna traccia.
All'alba del 28 maggio, mentre si continuavano le ansiose ricerche del giorno prima, un contadino attraversando gli olivastri alla ricerca di buoi smarriti, per caso alzò gli occhi e posata su una forcella di olivastro vide la statua della madonna con il bambino. Dopo un'ora tutto il popolo era inginocchiato ai piedi dell'olivastro e la Madonna con una processione trionfale venne riportata alla chiesa di San Pantaleo e collocata nuovamente sul trono.
Al mattino dopo però ci fu un'altra inattesa delusione: la Madonna è scomparsa di nuovo. Venne ritrovata nell'olivastro; ai suoi piedi sorgeva una lastra di marmo con incise le parole "Noli Me Tollere" ovvero "Non toglietemi da qui". I sacerdoti e le autorità spiegarono alla folla devota il significato di quelle parole e decisero di elevare un santuario sul luogo di quel fortunato ritrovamento e il simulacro riportato solennemente per la terza volta nella parrocchia di San Pantaleo non si mosse più.

## La costruzione del santuario
Il 4 giugno 1208 tutto il paese di Sorso è sul luogo dove fu ritrovata la statua della Madonna per realizzare il santuario. Secondo cerimonia del tempo si tracciò una croce sul terreno e il pievano e le autorità segnarono con il pestone l'area dove sarebbe sorta la chiesa e iniziarono con laboriosità i lavori. Il Santuario è composto da tre navate con cinque altari e dopo un anno quando i lavori terminarono accolse in un clima di festa e allegria la Madonna di "Noli Me Tollere" posta sull'altare maggiore innalzato nello stesso luogo dove prima sorgeva l'olivastro sul quale questa si era posata. La lastra marmorea invece fu posta alla porta d’ingresso della chiesa così che potesse ricevere baci d’incontro e riconoscenza. Purtroppo però mani sacrileghe ne prelevarono in parte il prezioso cimelio.All'interno sono ubicate preziose opere in maiolica , il paliotto dell'altare, le statue di san Francesco e santa Chiara, i bassorilievi raffiguranti le feste della Madonna,il Crocifisso astile e altre opere si trovano nel chiostro, eseguite dallo scultore ceramista Marco Silecchia.

## I custodi del Santuario

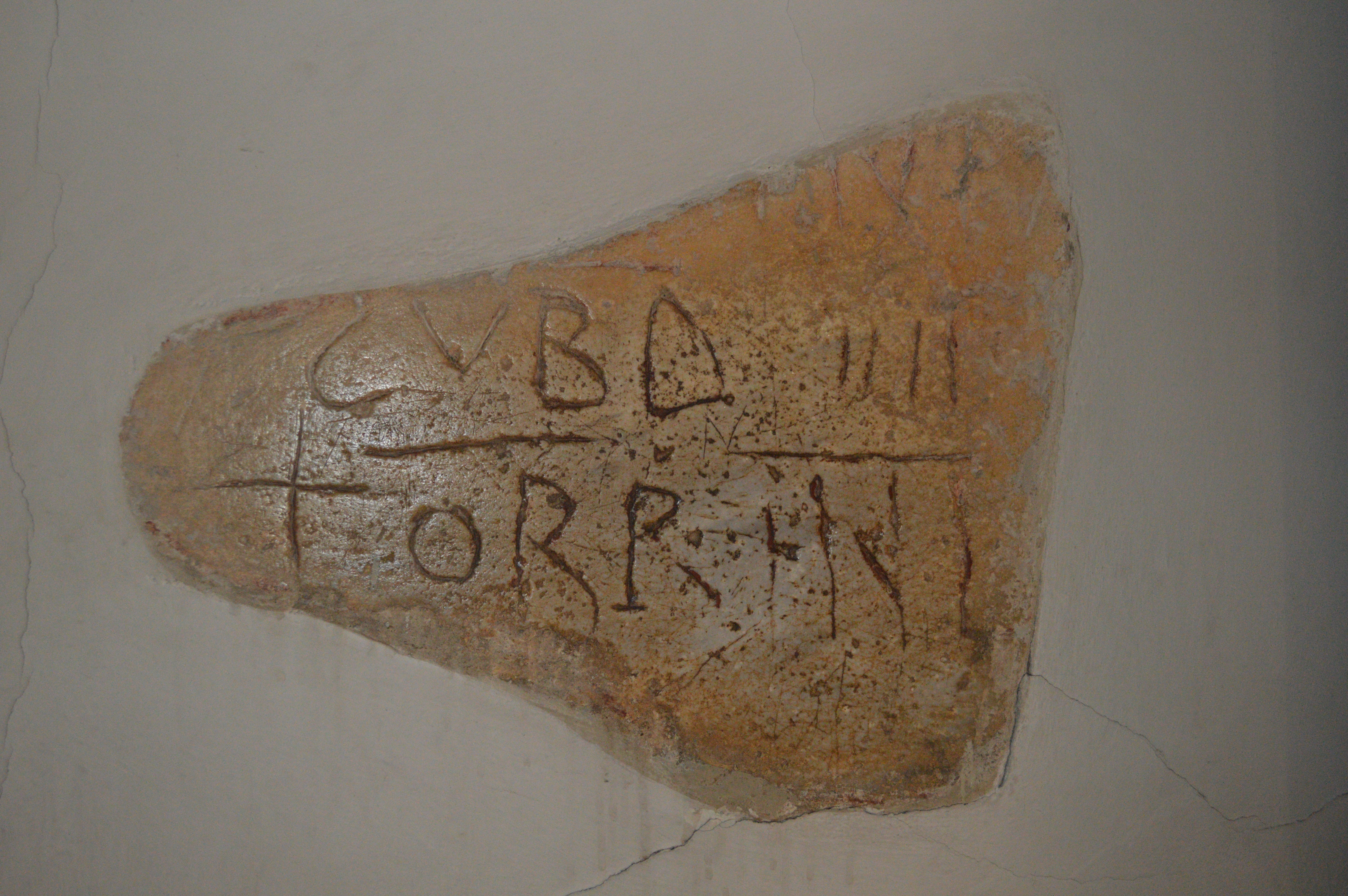
Terza parte della lastra di marmo dove un tempo erano incise le parole Noli Me Tollere

Nel 1607 vennero chiamati dal R.P. Nicola da Sorso, che era un padre di provincia e di questa teneva il sigillo maggiore, i PP. Cappuccini a Sorso perché fondassero, come avevano già fatto ad Alghero e Sassari, un convento. Così il 25 aprile 1607 si fece il documento di fondazione con la promessa che il maggio successivo P. Nicola avrebbe inviato dei religiosi per iniziare l'edificazione spirituale delle anime con la dottrina e l'esempio. Lo stesso anno il 13 maggio, ospitati dal venerabile e devoto sacerdote Giorgio Pilo, vennero anche il P. Benedetto da Ozieri con due fratelli laici e un altro sacerdote sempre dello stesso Ordine. Questi frati vennero per fondare un ospizio con il consenso dell'Arcivescovo di Sassari Don Andrea Baccalar che promise loro la fondazione del convento. Purtroppo quest’ultimo venne a mancare lo stesso anno. Così dopo diversi anni di sede vacante fu eletto Don Gavino Manca che era stato Vescovo di Bosa e Alghero. I padri di Alghero lo sollecitarono perché quest’ultimo realizzasse i desideri di questo paese ed egli promise di essere favorevole. I nostri Padri facevano credere che non ci fosse alcuna opposizione però così non era. L'opposizione c’era anche se nascosta e forte. I RR.PP. Osservanti infatti dicevano che questo recava a loro un danno e andava contro le Costituzioni Apostoliche. Dopo una serie di elezioni venne eletto nel 1622 Don Giacomo Passamar Vescovo di Ampurias e Civita: riavviarono subito la questione e dopo varie discussioni fu chiamato un Commissario Generale dei RR.PP. Osservanti. Questi fecero un Capitolo Provinciale dove dichiararono che non c’era alcuna ragione di persistere in questa opposizione e dava la sua approvazione per procedere all'edificazione di quest’opera. Dopo tutto ciò alcuni erano comunque ancora contro e, vedendo che questi si ostinavano, chiesero al Signor Arcivescovo Passamar di valutare le ragioni di chi era contro e le ragioni di chi era d'accordo e maturare un giudizio. Così fece e per questo riunì il Capitolo Turritano (ad sonum campanae, prout de jure), nel suo palazzo arcivescovile. Il decreto fu promulgato il 26 gennaio 1630 stabilendo che i PP. Cappuccini fondassero il convento a Sorso nella chiesa di Noli Me Tollere "iuxtra decretum Clementis VIII". L'Arcivescovo lo inviò al Decano del Capitolo Turritano perché passasse a Sorso e desse esecuzione al nuovo convento. Quest’ultimo così fece e siccome era già predisposto gran parte del materiale si diede una mano per l'esecuzione dell'opera e il litigio cessò. Il comune nemico comunque trovò un altro motivo per disturbare la costruzione del Convento. Questi accorgendosi che venivano utilizzati i frutti di alcuni beni di proprietà di "Noli Me Tollere" scrissero un memoriale dove chiedevano che ciò non si permettesse poiché questi beni e questi frutti dovevano servire solamente per le necessità della chiesa. Vedendo ciò il Signor Arcivescovo riunì per la seconda volta l'illustre Capitolo Turritano (prout de jure) e lesse questo memoriale e i Capitolari risposero che questi beni e questi frutti si vendessero ed il ricavato venisse usato per la costruzione del convento.